# Mexicaanse draadwormslang
De Mexicaanse draadwormslang (Rena humilis) is een niet-giftige slang uit de familie draadwormslangen (Leptotyphlopidae) en de onderfamilie Leptotyphlopinae.

## Naam en indeling
De wetenschappelijke naam van de soort werd voor het eerst voorgesteld door Spencer Fullerton Baird en Charles Frédéric Girard in 1853. De slang heeft lange tijd Leptotyphlops humilis als wetenschappelijke naam gehad zodat deze nog veel wordt gebruikt in de literatuur. De oorspronkelijke wetenschappelijke naam Rena humilis is echter in 2009 in ere hersteld.

## Uiterlijke kenmerken
De lichaamskleur is grijszwart, de buikzijde is lichter. De lichaamslengte bedraagt 18 tot 38 centimeter. Het lichaam is langwerpig en cilindrisch, de kop is net zo stomp als de staartpunt waardoor de voor- en achterzijde nauwelijks uit elkaar zijn te houden. De kop heeft een kleine bek, en ook de ogen en neusopeningen zijn nauwelijks zichtbaar. De kleur van de juvenielen is roze, na enige jaren worden ze grijzer en heel oude exemplaren zijn zwart van kleur.

## Verspreiding en habitat
De Mexicaanse draadwormslang komt voor in delen van Noord-Amerika en leeft in de landen Mexico en de Verenigde Staten. In Mexico is de slang gevonden in de staten Baja California, Sonora, Chihuahua, Durango, Jalisco en Nayarit en in de VS is de soort bekend uit de staten Californië, Nevada, Arizona, New Mexico en Texas. De habitat bestaat uit savannen en verschillende typen graslanden, scrublands en woestijnen. Ook in door de mens aangepaste streken zoals landelijke tuinen kan de slang worden gevonden.

## Levenswijze
De biotoop bestaat uit droge gebieden met een zanderige bodem waar ze in kunnen graven, want deze soort komt vrijwel nooit boven de grond. Zo is de slang te vinden van woestijnen tot graslanden met een fijne kiezelbodem, maar belangrijk is dat er mieren of termieten leven; deze soort eet namelijk uitsluitend van deze insecten en bevindt zich meestal niet ver van een nest. Klimmen kan de Mexicaanse draadwormslang dan ook absoluut niet en bovengronds is het dier erg kwetsbaar. Vanwege het menu en de leefgewoonten is deze soort zeer moeilijk in gevangenschap te bestuderen en hierdoor is de levenswijze nog grotendeels onbegrepen.
De paring vindt plaats in de lente, de vrouwtjes zetten twee tot zes eieren af. De eieren worden soms in een gemeenschappelijk nest afgezet en worden door de vrouwtjes bewaakt. De jongen zijn bij hun geboorte ongeveer tien tot twaalf centimeter lang.

## Beschermingsstatus
Door de internationale natuurbeschermingsorganisatie IUCN is de beschermingsstatus 'veilig' toegewezen (Least Concern of LC).

## Ondersoorten
De Mexicaanse draadwormslang heeft een groot verspreidingsgebied dat bovendien lintvormig is. De slang werd vroeger verdeeld in tien verschillende ondersoorten, tegenwoordig is het aantal teruggebracht tot vier. Veel voormalige ondersoorten bleken variaties te zijn van andere ondersoorten, andere voormalige ondersoorten worden tegenwoordig als aparte soort erkend, zoals Rena boettgeri. De ondersoorten verschillen in verspreidingsgebied en ook de schubbenstructuren en de lichaamskleuren wijken wat af. De huidige ondersoorten zijn onderstaand weergegeven, met de auteur en het verspreidingsgebied.
| Naam                        | Auteur               | Verspreidingsgebied                                                      |
| --------------------------- | -------------------- | ------------------------------------------------------------------------ |
| Rena humilis cahuilae       | Klauber, 1939        | Verenigde Staten (Californië, Arizona), Mexico (Baja California)         |
| Rena humilis chihuahuaensis | Tanner, 1985         | Mexico (Chihuahua)                                                       |
| Rena humilis humilis        | Baird & Girard, 1853 | Verenigde Staten (Californië, Nevada, Arizona), Mexico (Baja California) |
| Rena humilis utahensis      | Tanner, 1938         | Verenigde Staten (Utah, Nevada)                                          |